# Корбін Бернсен
Корбін Бернсен (англ. Corbin Bernsen; 7 вересня 1954) — американський актор і кінорежисер. Серед його найвідоміших ролей: роль адвоката з розлучень Арнольда Беккера в драматичному серіалі «Закон Лос-Анджелеса», доктора Алана Фейнстоуна у фільмі «Дантист», детектива у відставці Генрі Спенсера у комедійно-драматичному серіалі «Ясновидець» і Роджера Дорна у фільмах «Вища ліга», «Вища ліга II» і «Перша ліга: Повернення до витоків». Також виконав повторювальні ролі в серіалах «Ординатор», «Прокляття», «Головний госпіталь», «Cuts» та «Молоді та зухвалі».